# 大貫誠二
大貫 誠二（おおぬき せいじ）は、日本の造園系建設官僚。

## 来歴
東京大学農学部を卒業。
1995年頃に建設省都市局都市緑地対策室長を務めていた。このほか建設省都市局公園緑地課長や住宅・都市整備公団公園事業計画課長課長補佐参事役、国土庁土地局土地政策課長補佐、科学技術振興事業団公園緑地部長にも就いていたとされる。
退官後、都市緑化基金専務理事や、日本造園修景協会事業委員長などの役職を務めた。
2010年に第32回日本公園緑地協会北村賞を受賞した。
著書に『改正生産緑地法の概要と解説 : 資料・改正生産緑地法,同施行令,同施行規則,通達,関係税務』（地域社会計画センター、1992年）がある。